# Guiclan
Guiclan (tiếng Breton: Gwiglann) là một xã của tỉnh Finistère, thuộc vùng Bretagne, miền tây bắc Pháp.

## Dân số
Người dân ở Guiclan được gọi là Guiclanais.